# نقطه گریز (فیلم ۱۹۷۱)
نقطه گریز (انگلیسی: Vanishing Point) یک فیلم اکشن مهیج به کارگردانی ریچارد سی سارافیان است که سال ۱۹۷۱ منتشر شد.

## بازیگران
- بری نیومن
- کلیون لیتل
- دین جاگر
- رابرت دانر
- شارلوت رمپلینگ
- جان آموس
- تیموتی اسکات
- دیوید گیتس
- وال آوری
- لی ویور